# Quimurgia
Quimurgia é a área da química aplicada dedicada à utilização industrial de matérias primas, como os óleos vegetais, carboidratos e proteínas, oriundas de produtos agrícolas, como a soja, o amendoim, o girassol, o milho,  sua transformação em produtos para a indústria química e outras.
George Washington Carver foi um dos mais famosos cientistas deste campo.